# Valmy Féaux
 (janvier 2022).
Si vous disposez d'ouvrages ou d'articles de référence ou si vous connaissez des sites web de qualité traitant du thème abordé ici, merci de compléter l'article en donnant les références utiles à sa vérifiabilité et en les liant à la section « Notes et références ».
Valmy A.E.M.Gh. Féaux, né le 19 février 1933 à Nil-Saint-Vincent-Saint-Martin, est un homme politique belge socialiste et militant wallon.
Sociologue de l'ULB, il est connu pour avoir étudié la grève générale de l'hiver 1960-1961. Il est ministre du Gouvernement wallon de 1981 à 1982 et ministre-président de la Communauté française de Belgique de 1988 à 1992. Il a été amené à introduire la publicité sur les ondes de la RTBF, la télévision belge francophone. Un décret de 1981, permettant l'étude à l'école du wallon et du picard, porte son nom. Mais ce décret n'ayant pas été suivi d'arrêté d'application, sa répercussion sur la renaissance de ces langues menacées a été limitée.
Bourgmestre d'Ottignies de 1989 à 1994, puis gouverneur de la Province du Brabant wallon de 1995 à 2000, il est sénateur de 1977 à 1981 puis député de 1981 jusqu'à sa nomination comme premier gouverneur de la nouvelle province du Brabant wallon en 1995. Il le sera jusqu'en 2000.

## Carrière politique
- conseiller communal d'Ottignies puis d'Ottignies-Louvain-la-Neuve (1965-1994;2001-2003)
  - bourgmestre (1989-1994)
- sénateur provincial du Brabant (1977-1981)
  - membre du Conseil régional wallon (1980-1981)
- ministre des Communications (1981)
- député de l'arrondissement de Nivelles (1981-1994)
  - membre du Conseil régional wallon (1981-1994)
    - Président du Conseil régional wallon (1988)
- ministre wallon de l'Environnement et de la Vie rurale (1981-1985)
- ministre-Président communautaire (1988-1991)
- gouverneur du Brabant wallon (1995-2000)